# Siedlung Kanzlei

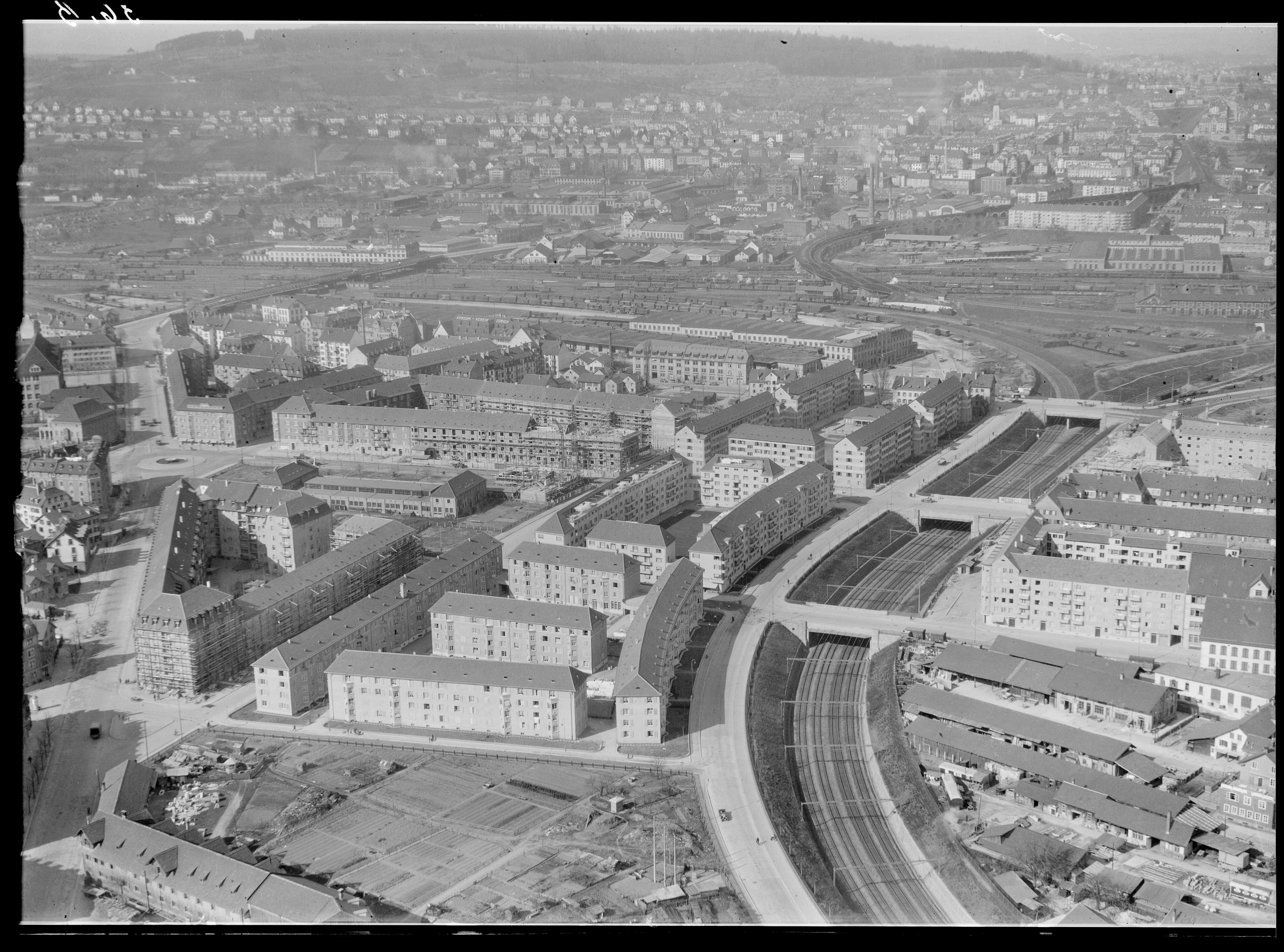
Zeitgenössische Aufnahme ca. 1930. Städtische Siedlung Erismannhof, BEP Kolonie Seebahnstrasse, ABZ-Siedlung Kanzlei

Die ABZ - Siedlung Kanzlei ist eine genossenschaftliche Wohnsiedlung in Zürich-Aussersihl aus der Zeit des "Roten Zürich", die 1930 bezugsbereit war. Sie ist umgeben von der Seebahnstrasse, der Kanzleistrasse, der Erismannstrasse und der Karl-Bürkli-Strasse. Sie steht in unmittelbarer Nachbarschaft zu den kommunalen Wohnsiedlungen Erismannhof und Lochergut und zur genossenschaftlichen Wohnsiedlung 'Kolonie Seebahn' der Genossenschaft des Eidgenössischen Personals (BEP).
Die Siedlung des Architekten Otto Streicher umfasst 156 Wohnungen, mehrheitlich für Familien. Die vierstöckigen Zeilenbauten mit Hochparterre sind an den Enden mit Verbindungsbauten zu einer Blockrandbebauung zusammengefasst. Ein weiterer Zeilenbau in der Mitte teilt den Freiraum in zwei städtische Höfe. In den niedrigeren Verbindungsbauten gibt es einen Siedlungssaal und einen Kindergarten. Entlang der Kanzleistrasse sind kleine Geschäftslokale integriert.

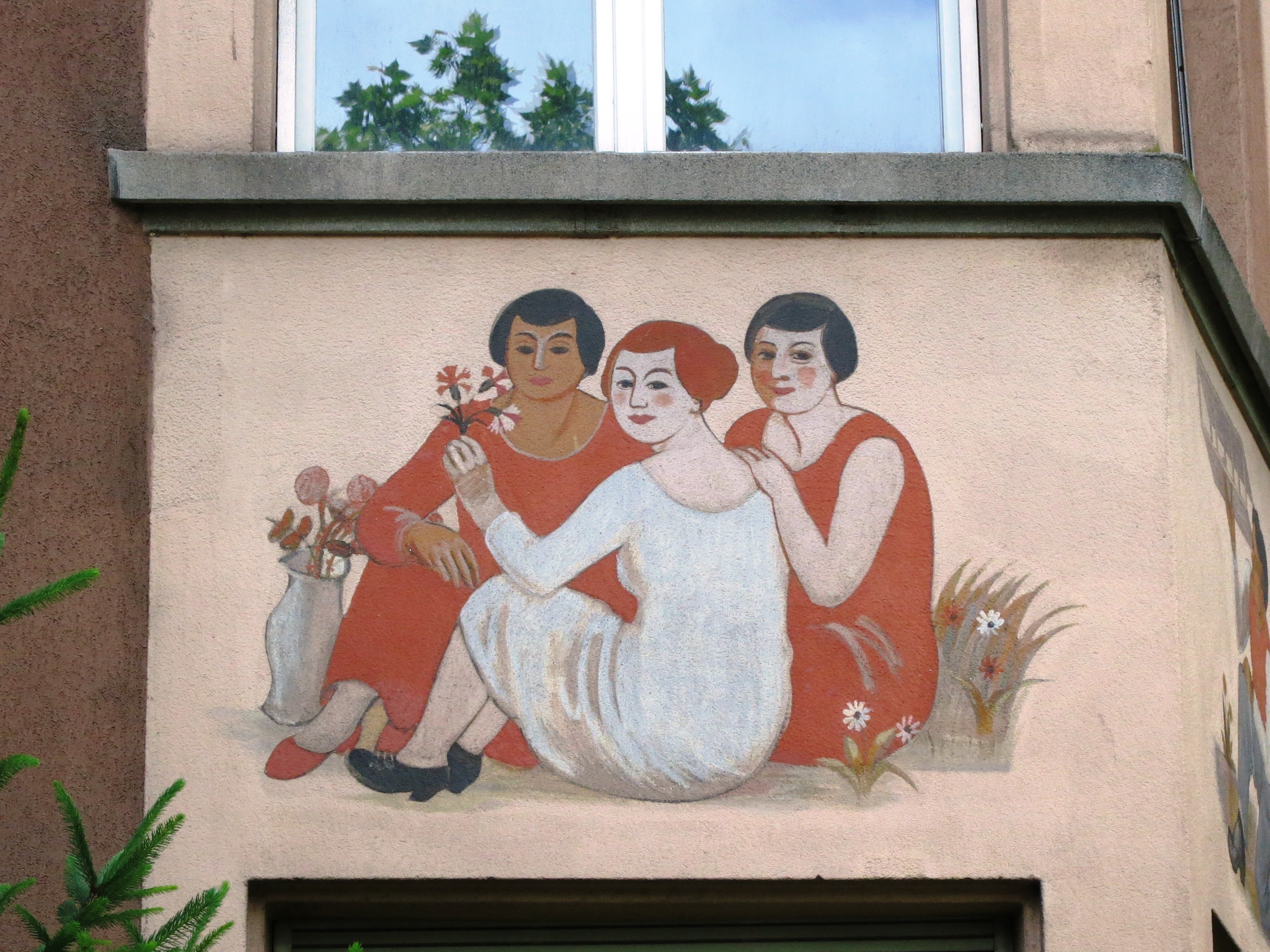
Fassadenmalerei Siedlung Kanzlei

Die Siedlung ist bekannt für den Bauschmuck von Wilhelm Hartung. Jeweils die Erker sind mit Fassadenmalereien (Murals) verziert. Wie auch die  'Kolonie Seebahnstrasse' ist auch die  Siedlung Kanzlei durch das Projekt des Ersatzneubaus, die Seebahnhöfe, vor der Zerstörung durch Abriss bedroht.
Das Städtische Quartiergebiet Hard, in dem sich die Genossenschaftsbauten befinden, wird im Bundesinventar der schützenswerten Ortsbilder (ISOS) mit der Erhaltensstufe A klassifiziert. Das Quartiergebiet wird 2014 in der Ortsbildaufnahme folgendermassen beschrieben:
Hard, Quartierbereich zwischen Seebahneinschnitt und Hardau: geschlossene Bebauungsstruktur geprägt durch die in der Diagonale verlaufende Sihlfeldstrasse, dem ehem. sogenannten Schrägweg; die meisten Strassen mit Alleen; grosszügige, einheitliche Hofrandbebauungen wie Erismann- und Bullingerhof; Kindergärten und Spielwiesen in den Höfen, 1920/30er-Jahre; mehrheitlich erstellt durch die Stadt und Baugenossenschaften, eindrückliche Beispiele für die städt. Massnahmen gegen die Wohnungsnot der Zwischenkriegsjahre.